# Sarbanes-Oxley Act
Sarbanes-Oxley Act är en amerikansk lag, ibland även omnämnd med tilläggen 302 och/eller 404 (benämner olika paragrafer i lagtexten och de som har störst påverkan för de bolag som omfattas av Sarbanes-Oxley Act), som syftar till att stärka den interna kontrollen över den finansiella rapporteringen. Detta innebär att det ska vara svårare att lura de intressenter som finns i bolaget och på ett eller annat sätt har investerat pengar i det, genom till exempel bedrägerier, felaktig information till aktieägare och investerare. Detta sker även genom test av bolagets interna kontroll.

## Bakgrund
Sarbanes-Oxley Act godkändes av USA:s kongress och undertecknades av USA:s president George Bush den 30 juli 2002. Den har fått sitt namn från sina två upphovsmän; Paul Sarbanes, senator för staten Maryland och Michael Oxley, medlem av USA:s USA:s representanthus för det Republikanska partiet. Lagen kallas ofta i talspråk för SOX eller SarBox
Sarbanes-Oxley Act kom till som en reaktion på de stora företagskonkurser som skakade amerikanskt näringsliv runt millennieskiftet. Den mest kända konkursen var energibolaget Enrons konkurs hösten 2001 när ett stort antal anställda förlorade sina inbetalade pensionsbesparingar och aktieägarna förlorade sina investerade pengar. Detta var dock inte det enda exemplet utan även telekombolaget Worldcom, Tyco International, Adelphia och italienska mejerikoncernen Parmalat kan nämnas.
Vad är det som gör att investerare, anställda och andra intressenter i ett bolag kan förvänta sig att ett bolag som blivit compliant med lagen, dvs arbetar i enlighet med den, är en mer säker investering än ett bolag som inte blivit gör det? Det finns flera anledningar, en av dessa är Section 203, dvs paragraf 203, som ställer kravet att de externa påskrivande revisorerna ska bytas ut minst vart femte år.
En annan anledning är paragraf 301 som ställer kravet på bildandet av så kallade Revisionskommittéer (Audit Commitees) inom bolagen. Revisionskommittén ska jobba tillsammans med de externa revisorerna och tillse att dessa får all nödvändig information som krävs för att kunna göra ett korrekt jobb.
Sarbanes-Oxley Act omfattar alla de företag som är noterade på en amerikansk börs, till exempel NASDAQ, American Stock Exchange (Amex) och New York Stock Exchange (NYSE) eller som har emitterat obligationer på den amerikanska marknaden och som har minst 300 amerikanska ägare. Detta innebär att även svenska och många andra länders bolag omfattas av lagen; Ericsson, ABB, Swedish Match och SKF är några av dessa.
Många svenska bolag har tvingats sätta upp helt nya avdelningar för att klara av kraven från lagen som har fått en hel del beröm men som också kritiserats för att vara alltför byråkratisk och orsaka alltför stora kostnader för företag som redan idag jobbar enligt den svenska Bolagskoden och den internationella redovisningsstandarden IFRS (International Financial Reporting Standards).
Till följd av de enorma kostnaderna som för de större svenska bolagen uppgår till åtskilliga hundra miljoner till dags dato (juli 2006) har idén om att avnotera sig från de amerikanska börserna förts fram. Detta är i teorin tilltalande men i praktiken svårare eftersom bolagen ofta har emitterat obligationslån med löptider på flera år. För att undkomma kostnaderna och kraven från SOX, krävs det därför dels en avnotering från den amerikanska börs man handlas på, obligationslån måste lösas upp eller löpa ut och man måste också tillse att det finns färre än 300 amerikanska aktieägare. Eftersom SOX troligtvis kommer att ge en slags kvalitetsstämpel för de bolag som lever upp till kraven, kommer förmodligen inga bolag att "krypa undan" kraven eftersom detta skulle kunna ge negativa konsekvenser för kreditrating och aktiekursen. Av de amerikanska bolagen som skulle följa regelverket från årsskiftet 2004 var det bara ett som inte uppfyllde kraven. Under det första halvåret 2005 kunde man dock inte se någon negativ kursutveckling för bolagets aktie.
Amerikanska bolag var tvungna att följa regelverket och ha fått det godkänt av sina revisorer redan i slutet av 2004, bolag med utländska säten har fått fram till slutet av 2006 på sig att uppnå kraven.

## Sarbanes-Oxleys historia
Sarbanes-Oxley, även kallad för SOX och SarbOx, är en amerikansk lagstiftning från 2002. Lagstiftningen är bred och etablerade nya standarder för företagsledning och tolkningar av ledningar och styrelsers ansvarsroller. Största förändringen från tidigare lagstiftning och praxis var att både fängelse och dryga böter definierades i straffskalan. Lagen detaljerar även krav på revisors oberoende, företagsstyrning och internkontroll. Den amerikanska börsöversynsenheten (Securities and Exchange Commission, SEC) ansvarar för att lagstiftningen efterföljs. För att stödja SEC och de bolag som måste efterleva lagen, skapades PCAOB (Public Company Accounting Oversight Board) vars roll är att tolka lagen, stödja, överse och disciplinera revisionsbyråerna i deras revisionsarbete av publika bolag.
En av de mer påtagliga och kostsamma delarna av lagstiftningen är implementeringen av kontrolldokumentation, testning och kontrollkultur som nu krävs, inte bara för amerikanska bolag utan även för utländska bolag som antingen ägs eller kontrolleras av amerikanska publika bolag eller utländska bolag som noterat sig på amerikanska börser, dvs ett flertal svenska bolag aktiva i USA berörs direkt av SOX. Kostnaden för implementeringen (Year one compliance) uppskattades av Financial Executives International (FEI) i en undersökning av 217 bolag med genomsnittlig omsättning av $5 miljarder till 4,6 miljoner dollar, merparten av kostnaderna kommer från ökade revisionskostnader.
På grund av de mycket stora kostnader som ett företag drar på sig då man tvingas följa Sarbanes Oxley Act vid en introduktion på någon av de amerikanska börserna har en stor del av nyintroduktionerna sedan införandet av Sarbanes Oxley Act lett till att företagen väljer en börsintroduktion i framförallt London eller Hong Kong. Då finansverksamheten utgör en viktig motor i amerikansk ekonomi har detta fått uppmärksamhet från höga instanser inom amerikanska näringsliv såväl som från politiskt håll där man kräver en lättnad i kraven för börsbolagen.